# 李儒聰
李儒聰（1912年—2006年10月26日），臺灣企業家、政治人物，新北市瑞芳區人，祖籍福建安溪。瑞芳李家後裔，礦業名人李建炎之子，李建興、李建和之姪。台灣企業家、政治人物，曾任台灣臺北縣議會議員、議長，後代表中國國民黨在台灣省第一選區（台中縣、南投縣以北及宜蘭縣）當選為第一屆增補選立法委員。

## 家庭
李儒聰為長子，下有弟李儒龍、李儒林、李儒元（早卒）；妹李瑶甚（適林濱）、李瑶美（適胡萬紫）、李瑶滿（適翁仁壽）、李瑶祝（適黃厚時）、李幸（適黃立三）、李春（適陳山君）。
李儒聰育有六子一女，分別為：長子李正長、次子李正泰、三子李正澄、四子李正麟、五子李正禧、六子李正湘、長女李瑞華（適陳忠宗）。